# Omar Al Shamisi
Omar Al Shamisi (* 1. Januar 1974 in Abu Dhabi, Emirat Abu Dhabi) ist ein Eishockeyspieler aus den Vereinigten Arabischen Emiraten. Er spielt seit 2011 bei den al-’Ain Theebs aus der Emirates Ice Hockey League.

## Karriere
Omar Al Shamisi begann seine Karriere bei den Abu Dhabi Storms aus seiner Geburtsstadt, mit denen er 2011 die Liga gewinnen konnte, in der Emirates Ice Hockey League. Seit 2011 spielt er für die al-’Ain Theebs, mit denen er 2020 und 2022 die Meisterschaft gewann.

### International
Al Shamisi nahm für die Eishockeynationalmannschaft der Vereinigten Arabischen Emirate an den Qualifikationsturnieren für die Weltmeisterschaften der Division III 2013, 2018 und 2019 sowie den Weltmeisterschaften der Division III 2010, 2013, 2014, 2015, 2017 und 2022 teil. Darüber hinaus stand er im Aufgebot seines Landes bei den Winter-Asienspielen 2007 und 2011 sowie in den Jahren 2009, 2010 2012, 2013, 2014, 2015, 2016 und 2017 beim IIHF Challenge Cup of Asia. Diesen Wettbewerb konnte er 2009, 2012 und 2017 mit seinem Team gewinnen. In den Jahren 2010, 2014, 2015 und 2016 gewann er jeweils die Silbermedaille.

## Erfolge und Auszeichnungen
- 2011 Meister der Vereinigten Arabischen Emirate mit den Abu Dhabi Storms
- 2020 Meister der Vereinigten Arabischen Emirate mit den al-’Ain Theebs
- 2022 Meister der Vereinigten Arabischen Emirate mit den al-’Ain Theebs

### International
| - 2009 Goldmedaille beim IIHF Challenge Cup of Asia - 2010 Silbermedaille beim IIHF Challenge Cup of Asia - 2012 Goldmedaille beim IIHF Challenge Cup of Asia - 2013 Qualifikation für die Division III bei der Qualifikation zur Weltmeisterschaft der Division III - 2014 Silbermedaille beim IIHF Challenge Cup of Asia | - 2015 Silbermedaille beim IIHF Challenge Cup of Asia - 2016 Silbermedaille beim IIHF Challenge Cup of Asia - 2017 Goldmedaille beim IIHF Challenge Cup of Asia - 2019 Qualifikation für die Division III bei der Qualifikation zur Weltmeisterschaft der Division III - 2022 Aufstieg in die Division II, Gruppe B, bei der Weltmeisterschaft der Division III, Gruppe A |